# Angelo Invernizzi
Angelo Invernizzi (Marcellise, 7 febbraio 1884 – Marcellise, 13 ottobre 1958) è stato un ingegnere italiano.
Autore, assieme all'amico e architetto Ettore Fagiuoli, del progetto di Villa Girasole, sorta a Marcellise, frazione di San Martino Buon Albergo, tra il 1929 e il 1935, e del grattacielo di Genova (1937- 40 assieme all'architetto Marcello Piacentini).

## Biografia
Dopo gli studi a Verona, nel Seminario Vescovile e nel Liceo Maffei, si trasferisce a Genova presso la "Regia scuola di applicazione per gli ingegneri" e a Padova dove si laurea in ingegneria civile nel 1912.
Nel 1915 sposa Lina (Isabella) Barberini (1884-1957), originaria di Mendrisio. Svolge il Servizio militare come Capitano del Genio ricevendo due riconoscimenti (Military Cross inglese e la Croce di Cavaliere della Corona d'Italia). Qui conosce l'architetto Ettore Fagiuoli.
Tra le due guerre edifica soprattutto a Genova e nel secondo dopoguerra ricopre anche incarichi di consigliere comunale. 

### Morte e sepoltura
Muore nella sua Villa del Girasole nel 1958. È sepolto nella tomba di famiglia a Marcellise.

## Progetti
Svolge una intensa attività costruttiva a Genova, con l'Autorimessa elicoidale (il primo garage elicoidale con struttura in calcestruzzo armato costruito in Italia, del 1926) e con vari edifici residenziali con l'arch. Fagiuoli (in via Archimede nel 1926, sua prima residenza, in via Sapeto 2 nel 1935, via Trento, in corso Giulio Cesare (oggi corso Aldo Gastaldi) e via Nizza 12 nel 1938), nonché in Sardegna e a Verona (Casa del Popolo a Montorio nel 1911, la prima del Veneto).

### La Villa Girasole
Nel 1929, assieme all'amico Ettore Fagiuoli, inizia la costruzione dell'opera più originale e famosa: la Villa Girasole, la quale diventerà la residenza estiva della famiglia Invernizzi.
La villa è costituita da un corpo fisso di forma circolare, su cui si innalzano due piani disposti a "L" che ruotano attorno al corpo del giroscale dotato di ascensore. Il giroscale termina, due piani più alto, con una torretta che ricorda i fari della città ligure.
La rotazione della villa, dal peso di 1.500 tonnellate, avveniva grazie a due motori elettrici di potenza complessiva inferiore ai 3 cavalli che permettevano di compiere il giro completo in entrambi i sensi in 9 ore, da cui il nome di Girasole. Grazie ad una serie di carrelli posti su binari circolari e all'appoggio del corpo scale su di una ralla di acciaio, la villa si poteva muovere alla velocità di 4 mm/s, con la semplice pressione di un bottone.
La villa è inserita nel borgo natale di Marcellise, presso San Martino Buon Albergo ed è circondata da 11 ettari di parco, dotata di piscina, campo da tennis e di uno specchio d'acqua.
I figli Lidia (1918 - 2014) e l'ing. Lino (1920 - 1990) hanno continuato ad abitare e a curare la conservazione della villa, costituendo la Fondazione "Il Girasole - Angelo e Lina Invernizzi" nel 2002, presso l'Accademia di Architettura di Mendrisio.
Dal 2012, dopo la cessione dei proprietari, la villa è affidata alla Fondazione Cariverona; attualmente non è aperta al pubblico, a causa dei lavori di manutenzione, ma nel 2021 ne sono stati denunciati il degrado e l'abbandono.

### Torre Piacentini
Nel 1937 assieme all'architetto Marcello Piacentini inizia la costruzione del Grattacielo dell'Orologio, o Torre Piacentini, in piazza Dante a Genova. Alto 108 metri era il più alto edificio residenziale italiano fino al 1954. L'ultimo piano diventerà studio e nuova abitazione dell'ing. Invernizzi.